# Pinilla de los Barruecos
Pinilla de los Barruecos és un municipi de la província de Burgos a la comunitat autònoma de Castella i Lleó. Forma part de la Comarca de la Sierra de la Demanda. Limita al nord amb Salas de los Infantes, a l'est, Cabezón de la Sierra i La Gallega al sud, Huerta de Rey, i Mamolar a l'oest.

## Demografia
| 1991 | 1996 | 2001 | 2004 |
| ---- | ---- | ---- | ---- |
| 148  | 133  | 139  | 133  |